# Nou cinema espanyol
L'anomenat nou cinema espanyol fou un corrent cinematogràfic espanyol que es va desenvolupar a mitjans de la dècada del 1960. El seu principal vehicle publicitari va ser la revista Nuestro cine.

## Desenvolupament
Va tenir lloc durant l'obertura del cinema espanyol auspiciada per José María García Escudero, Director General de Cinematografia de setembre de 1951 a març de 1952 i novament del juliol de 1962 al 1968. Havia participat a les Converses de Salamanca i va aprofitar el tarannà obert del nou Ministre d'Informació i Turisme, Manuel Fraga Iribarne. Durant el seu nou mandat pretenia agrupar un nou grup de cineastes que es volien distanciar el cinema fet anteriorment i abordar vells temes des d'una nova perspectiva. Entre les mesures que va prendre van ser refundar l'Escola Oficial de Cinema, aprovar ajudes al cinema, impulsst les coproduccions, crer la qualificació de 'pel·lícula d'interès especial' que tenia diferents avantatges, ajudes econòmiques automàtiques als títols seleccionats per festivals internacionals, i reorganitzar la censura cinematogràfica per fer-la "més intel·ligent i responsable" i amb unes normes clares, no pas al lliure criteri dels censors. Així la producció cinematogràfica, que el 1962 fluctuava entre 50 i 90 llargmetratges a l'any, assolí la xifra rècord de 164 llargmetratges el 1966, dels quals 97 eren coproduccions.
Tot i que el nou moviment fou paral·lel a la Nouvelle vague francesa, el Free Cinema britànic o el New American Cinema Group, es diferencia d'aquests moviments per la cerca del realisme, la necessitat de mostrar la veritable cara oculta d'un país que sofria un terrible retard emocional a causa de les ferides traumàtiques de la guerra civil, i el gust per l'adaptació literària de llibres que no havien estat molt representats al cinema. Alhora, havia de sortejar els problemes que suposaven les restriccions i el doble joc que imposava la Dictadura franquista, així com la censura, que va mutilar la pel·lícula de debut de Jordi Grau, Noche de verano, deixant-la irreconeixible.
Entre els cineastes que se'ls considera membres d'aquest corrent hi ha Manuel Summers, José Luis Borau, Mario Camus o Basilio Martín Patino. Es considera com a l'eix d'unió entre els nous cineastes i la generació del 1950 Carlos Saura amb la seva pel·lícula La caza (1965), considerada la més emblemàtica del moviment juntament amb Nueve cartas a Berta. Molts dels nous cineastes deixaren de dirigir cinema per centrar-se en la televisió
El moviment es va acabar en 1968, quan García Escudero és destituït i Carlos Robles Piquer ocupa la Direcció General de Cinematografia.

## Cineastes
Els primers membres del moviment foren els alumnes de l'EOC Francisco Regueiro, Julio Diamante, Pilar Miró, Manuel Summers, Manuel Gutiérrez Aragón, Miguel Picazo, Angelino Fons, Antonio Mercero, Antxon Ezeiza, Mario Camus i Basilio Martín Patino. El veterà José Luis Borau s'hi va unir com a professor de l'escola. Posteriorment s'hi incorporarien nous alumnes com Claudio Guerín, Antonio Drove, José Luis Egea o Víctor Erice.

## Pel·lícules representatives
- Nueve cartas a Berta (1965) de Basilio Martín Patino
- Los farsantes (1963) de Mario Camus
- Young Sánchez (1963) de Mario Camus
- Del rosa al amarillo (1963) de Manuel Summers
- La niña de luto (1964) de Manuel Summers
- El juego de la oca (1965) de Manuel Summers
- Juguetes rotos (1966) de Manuel Summers
- Llanto por un bandido' (1964) de Carlos Saura
- La caza (1965) de Carlos Saura
- Brandy (1964), de José Luis Borau
- El buen amor (1963) de Francisco Regueiro
- Amador (1966) de Francisco Regueiro
- La tía Tula (1964) de Miguel Picazo
- De cuerpo presente (1967) d'Antxon Ezeiza
- Último encuentro (1967) d'Antxon Ezeiza
- Tiempo de amor (1964) de Julio Diamante
- El arte de vivir (1965) de Julio Diamante